# Buyun, Fujian
Buyun är en socken i sydöstra Kina. Den ligger i Shanghang härad i staden Longyan i provinsen Fujian, omkring 260 kilometer väster om provinshuvudstaden Fuzhou. Antalet invånare är 3 079. Befolkningen består av 1 464 kvinnor och 1 615 män. Barn under 15 år utgör 15,0 %, vuxna 15-64 år 72 %, och äldre över 65 år 12,0 %.